# فيليكي لوكي
فيليكيي لوكي (بالروسية: Великие Луки) هي إحدى مدن روسيا في الكيان الفدرالي الروسي بسكوف أوبلاست.

## المناخ
يظهر الجدول التالي التغييرات المناخية على مدار السنة لفيليكيي لوكي:
| البيانات المناخية لـفيليكيي لوكي        | البيانات المناخية لـفيليكيي لوكي | البيانات المناخية لـفيليكيي لوكي | البيانات المناخية لـفيليكيي لوكي | البيانات المناخية لـفيليكيي لوكي | البيانات المناخية لـفيليكيي لوكي | البيانات المناخية لـفيليكيي لوكي | البيانات المناخية لـفيليكيي لوكي | البيانات المناخية لـفيليكيي لوكي | البيانات المناخية لـفيليكيي لوكي | البيانات المناخية لـفيليكيي لوكي | البيانات المناخية لـفيليكيي لوكي | البيانات المناخية لـفيليكيي لوكي | البيانات المناخية لـفيليكيي لوكي |
| الشهر                                   | يناير                            | فبراير                           | مارس                             | أبريل                            | مايو                             | يونيو                            | يوليو                            | أغسطس                            | سبتمبر                           | أكتوبر                           | نوفمبر                           | ديسمبر                           | المعدل السنوي                    |
| --------------------------------------- | -------------------------------- | -------------------------------- | -------------------------------- | -------------------------------- | -------------------------------- | -------------------------------- | -------------------------------- | -------------------------------- | -------------------------------- | -------------------------------- | -------------------------------- | -------------------------------- | -------------------------------- |
| الدرجة القصوى °م (°ف)                   | 10.7 (51.3)                      | 9.0 (48.2)                       | 18.7 (65.7)                      | 26.8 (80.2)                      | 33.0 (91.4)                      | 32.5 (90.5)                      | 35.7 (96.3)                      | 36.2 (97.2)                      | 30.0 (86.0)                      | 24.3 (75.7)                      | 15.8 (60.4)                      | 10.5 (50.9)                      | 36.2 (97.2)                      |
| متوسط درجة الحرارة الكبرى °م (°ف)       | −2.9 (26.8)                      | −2.5 (27.5)                      | 3.3 (37.9)                       | 11.6 (52.9)                      | 18.2 (64.8)                      | 21.2 (70.2)                      | 23.4 (74.1)                      | 21.8 (71.2)                      | 15.9 (60.6)                      | 9.4 (48.9)                       | 2.1 (35.8)                       | −1.9 (28.6)                      | 10.0 (50.0)                      |
| المتوسط اليومي °م (°ف)                  | −5.5 (22.1)                      | −6 (21)                          | −0.9 (30.4)                      | 6.2 (43.2)                       | 12.4 (54.3)                      | 15.9 (60.6)                      | 18.0 (64.4)                      | 16.3 (61.3)                      | 11.0 (51.8)                      | 5.9 (42.6)                       | −0.2 (31.6)                      | −4.2 (24.4)                      | 5.7 (42.3)                       |
| متوسط درجة الحرارة الصغرى °م (°ف)       | −8.6 (16.5)                      | −9.8 (14.4)                      | −4.8 (23.4)                      | 1.3 (34.3)                       | 6.5 (43.7)                       | 10.5 (50.9)                      | 12.5 (54.5)                      | 11.2 (52.2)                      | 6.8 (44.2)                       | 2.6 (36.7)                       | −2.5 (27.5)                      | −7 (19)                          | 1.6 (34.9)                       |
| أدنى درجة حرارة °م (°ف)                 | −45.7 (−50.3)                    | −39.3 (−38.7)                    | −34.4 (−29.9)                    | −20.4 (−4.7)                     | −6.9 (19.6)                      | −1.3 (29.7)                      | 1.7 (35.1)                       | −2.7 (27.1)                      | −8.2 (17.2)                      | −17.3 (0.9)                      | −30.3 (−22.5)                    | −42.3 (−44.1)                    | −45.7 (−50.3)                    |
| الهطول مم (إنش)                         | 39 (1.5)                         | 33 (1.3)                         | 33 (1.3)                         | 32 (1.3)                         | 51 (2.0)                         | 84 (3.3)                         | 78 (3.1)                         | 81 (3.2)                         | 67 (2.6)                         | 56 (2.2)                         | 44 (1.7)                         | 42 (1.7)                         | 640 (25.2)                       |
| متوسط الأيام الممطرة                    | 6                                | 4                                | 8                                | 11                               | 14                               | 16                               | 15                               | 14                               | 16                               | 15                               | 11                               | 6                                | 136                              |
| متوسط الأيام المثلجة                    | 21                               | 19                               | 12                               | 5                                | 0.3                              | 0.1                              | 0                                | 0                                | 0.3                              | 3                                | 12                               | 20                               | 93                               |
| متوسط الرطوبة النسبية (%)               | 84                               | 81                               | 76                               | 69                               | 69                               | 75                               | 77                               | 79                               | 83                               | 84                               | 86                               | 86                               | 79                               |
| ساعات سطوع الشمس الشهرية                | 37.2                             | 67.2                             | 133.3                            | 180.0                            | 286.8                            | 273.0                            | 257.3                            | 248.0                            | 172.5                            | 102.3                            | 34.5                             | 15.5                             | 1٬807٫6                          |
| المصدر #1: Pogoda.ru.net                |                                  |                                  |                                  |                                  |                                  |                                  |                                  |                                  |                                  |                                  |                                  |                                  |                                  |
| المصدر #2: Climatebase (sun, 1881–2008) |                                  |                                  |                                  |                                  |                                  |                                  |                                  |                                  |                                  |                                  |                                  |                                  |                                  |

## أعلام
- جنريخ فيدوسوف